# 磐田市立南部中学校
磐田市立南部中学校 （いわたしりつ なんぶちゅうがっこう）は、静岡県磐田市野箱にある市立中学校。

## 概要
- 「自立」「創造」「奉仕」を校訓とする。

## 沿革
- 1981年（昭和56年）4月 - 開校

磐田市立長野小学校、南小学校が学区であり、磐田第一中学校、竜洋中学校より、2,3年生を、両小学校より1年生を迎え開校。磐田市立長野小学校、南小が開校時に学区であった
- 1985年（昭和60年）1月 - 県教育長表彰「優秀賞」学校給食
- 1991年（平成3年）5月 - 全日本学校関係緑化コンクール入賞
- 1992年（平成4年）4月 - 文部省指定　－協力授業（ティームティーチング）の研究－
- 1996年（平成8年）11月 - 日本PTA全国協議会会長賞受賞

## アクセス
- 磐田市生活バス路線（浜松バス）掛塚磐田駅線千手堂系統 ｢千手堂｣停留所から、徒歩8分（日祝日と年末年始は全便運休）

## 出身者
- 草地博昭（磐田市長）